# Dark Essence Records
Dark Essence Records – norweska wytwórnia płytowa zajmująca się wydawaniem płyt oraz promocją wykonawców metalowych, Działa od 2004 roku i jest związana z rockową Karisma Records. Założycielami są: Robin Mortensen, Ørjan Nordvik, Bjørnar Nilsen i Martin Kvam.
Dark Essence Records wywodzi się od siostrzanej Karisma Records, która powstała rok wcześniej i wydaje płyty artystów rockowych. Nowa wytwórnia skupiona jest wokół metalu, zwłaszcza rodzimych grup blackmetalowych. Już w pierwszym roku istnienia uzyskała kontrakty z takimi zespołami jak Taake i Hades Almighty.

## Artyści
| Obecni artyści | Byli artyści |
| --- | --- |
| - Aeternus (black metal, death metal) - The Batallion (black metal, death metal, thrash metal) - Black Hole Generator (black metal) - Cor Scorpii (melodic black metal) - Galar (melodic black metal, viking metal) - Hades Almighty (black metal, viking metal) - Helheim (black metal, viking metal) - Taake (black metal) - Sulphur (black metal, death metal) | - Bourbon Flame (rock, hard rock) - Dead To This World (black metal, thrash metal) - Deathcon (death metal) - Deathcult (black metal) - Dimension F3H (industrial metal, electronic metal) - Malsain (black metal) - Nidingr (black metal, death metal) - Obscure (heavy metal, doom metal) - Panchrysia* (black metal) - Ravencult** (black metal) - Skaldic Curse*** (black metal) - Tyrann (black metal, thrash metal) - Vulture Industries (awangardowy black metal) * Belgia, ** Grecja, *** Wielka Brytania |